# Rudolf Petersson
Pour les articles homonymes, voir Petersson.
Rudolf Petersson, né le 17 juin 1896 à Halmstad, mort le 17 avril 1970 à Enhörna (Södermanland), était un artiste et dessinateur suédois. Il a créé la série en bandes dessinées la plus populaire de suède : 91:an Karlsson (Karlsson matricule 91) qui sera reprise en 1960 par Nils Egersson et est toujours publiée à ce jour. Cette série raconte les aventures du soldat Karlsson qui effectue son service militaire dans le régiment Klackamo.

## Biographie
En 1915-1916, il étudie à l'école de beaux-arts à Göteborg. Il effectue son service militaire de 1916 à 1918 à Halmstad. Entre 1919 et 1921, il travaille sporadiquement comme dessinateur pour le journal humoristique Strix. Il part aux États-Unis en 1921 où il travaille pendant 2 ans comme reporter dessinateur au Cleveland News.
Après son retour en Suède en 1930, il travaille pour plusieurs journaux de Stockholm. En 1932, il crée sa série 91:an Karlsson qui sera publiée pour la première fois dans l'hebdomadaire Allt för Alla. En plus de 91:an, il a publié des caricatures (Känt folk) et a collaboré à la série Kaspers jul.

## Prix
- 1965 : Prix Adamson du meilleur auteur suédois pour l'ensemble de son œuvre